# 穗乃歌Lv.UP!
《穗乃歌Lv.UP!》是日本作家太田顯喜原作、MATSUDA98作畫的漫畫。

## 概要
《穗乃歌Lv.UP!》於2005年10月號（8月26日發售）開始在日本月刊電擊Comic Gao!雜誌連載，於2008年4月號（2月26日發售）隨著電擊Comic Gao!結束發行而連載完畢，漫畫單行本一共出版至第4冊。而台灣與香港地區的中文版是由台灣角川所代理發行。此外英語版由Broccoli Books所代理。

## 故事簡介
就讀千金學校的普通女高中生志賀穗乃歌，在意想不到的情況之下進入舅舅所經營的遊戲公司「ZERO FRAME」打工並成為人物設計師。但是，穗乃歌並沒有幾乎沒有玩過任何遊戲。在什麼都不明白的遊戲業界，能順利成為人物設計師嗎？

## 登場人物

### 主角與家人
志賀 穗乃歌
私立聖慎女學院高中一年級生。16歲、150cm、A型。ZERO FRAME的人物設計師。從幼稚園開始就讀千金小姐聞名的學校，是一個非常體面的獨生女。父母親都是醫師，而父親在國外從事醫療行動，並沒有住在一起。小時候喜歡繪圖，對學校的志願調查猶豫不決的時候，而受到舅舅的邀請到他的遊戲公司打工。在打工之前沒有玩過任何遊戲，幾乎沒有遊戲與次文化的知識。
神立 隆一
穗乃歌的舅舅（穗乃歌母親的弟弟）。ZERO FRAME的監製。31歲、178cm、B型。原本是知名遊戲製造商Cubix的員工，在那個時候是受歡迎的監製。但是他與Cubix的理念不同而自行離職，而將以前的部下創立了ZERO FRAME公司。將外甥女穗乃歌介紹到ZERO FRAME裡打工。
志賀 都
穗乃歌的母親，牙科醫生。36歲、158cm、O型。神立隆一的親生姐姐。不論做什麼事情都活力十足的性格。得知穗乃歌要開始打工而顯得非常溫柔。

### ZERO FRAME員工
蓼科 紗希
ZERO FRAME的美工設計。20歲、157cm、A型。主動負責照顧穗乃歌。學生時期就有參予同人活動，是個小有名氣的同人作家。
白馬 巧
ZERO FRAME的美工設計組長。29歲、174cm、A型。是個槍械愛好者，經常隨身攜帶著模型槍。
谷川 茉莉
ZERO FRAME的廣告公關。23歲、163cm、AB型。外表相當楚楚可憐，其實正好相反，性格非常隨便，而且酒量非常好。負責宣傳以及各種各樣的遊戲雜誌等重要管道的角色。
野澤 雄
ZERO FRAME的企劃。28歲、169cm、A型。被稱為隆一的左右手，常常被別人忽略。
那須 一美
ZERO FRAME的美工設計。25歲、144cm、B型。由於她的外表像未成年人而且個子非常嬌小，所以常常被抓去輔導。是一個大胃王。
尾瀨 貴之
ZERO FRAME的美工設計。26歲、178cm、A型。萌系同人作家，仍然繼續插畫活動。
玉原 美里
ZERO FRAME的設計師。31歲、167cm、O型。與隆一同期進入Cubix公司。在公司內為少數能與隆一對等對話的人物。也許因為她覺得回家非常麻煩，而住在公司裡。
赤倉 史緒
ZERO FRAME的設計師。24歲、159cm、A型。公司裡的企劃新人。外表看起來比實際的年紀還要大，性格非常憨厚老實。
車山 幹彥
ZERO FRAME的程式設計師。30歲、174cm、O型。性格沉默寡言。
戶狩 清香
ZERO FRAME的經理。32歲、163cm、B型。已婚，有一個四歲的小孩。
斑尾 慶一
ZERO FRAME的的社長。34歲、180cm、B型。本業是服飾相關的進口業。關於遊戲製作並沒有插手去管，公司陷入危機時出現。不喜歡寒冷的地方。

### 聖慎女學院
水上 結花
私立聖慎女學院高中一年級生、16歲、154cm、B型。穗乃歌從中學開始交往的好朋友。對於次文化（特別是動畫、漫畫、遊戲）有興趣的的御宅族少女。有一個弟弟。
丸沼 衣璃
私立聖慎女學院高中一年級生、16歲、166cm、A型。穗乃歌班上的班長。從端麗的姿容和態度，被同年級學生所憧憬。
川場 芙美
私立聖慎女學院高中國語（日語）老師。25歲、162cm、B型。穗乃歌的班導師。常常拿著教鞭，教訓不守校規的學生，平常是個溫柔的人。
箕輪 加奈惠
私立聖慎女學院高中一年級生。16歲、162cm、A型。穗乃歌的同班同學。資產家的大小姐，性格相當活躍。
宇奈月 朋香
私立聖慎女學院高中一年級生。16歲、155cm、AB型。穗乃歌的同班同學。性格非常地大方。家裡是間和菓子老店，販賣與她同名的和菓子。

### 業界的人們
湯澤 茜
私立神樂坂女子學園高等科二年級生、聲優、17歲、168cm、O型。時常隨意進出ZERO FRAME的女高中生。劇團出身的藝人，不過以聲優來說還是個新人。隆一在擔任監製時推薦聲優而認識隆一。
緒乃 拓美
自由的插畫家、28歲、157cm、AB型。以前在遊戲公司作繪製的工作，後來獨立成為自由的插畫家。由於名字的關係常常誤認為男性，其實她是名女性。是個左撇子。
雫石 修吾
自由的劇本家。31歲、175cm、B型。與隆一、美里在Cubix同期。喜歡女僕。
中里 優輔
私立港諒學園高等部一年級生，聲優。16歲、169cm、O型。跟茜同一個事務所的晚輩。在幼稚園時候認識穗乃歌。小時候開始做模特兒的工作。
柳屋 真彌
聲優。20歲、159cm、B型。到了東京之後，從訓練所出來之後成為了聲優。因為還是個新人，因此找了許多打工的工作。
飯鋼 博
Cubix的監製。31歲、169cm、A型。
一之瀨 帆布夏
小學生。喜歡ZERO FRAME製作的《盧恩年代記》，同時也是愛好者，將來希望成為遊戲製作者。

## 書籍資訊
《穗乃歌Lv.UP!》的漫畫版單行本由日語版由MediaWorks發行，繁體中文版由台灣角川代理發行。
| 冊數 | 日文版                 | 發售日期       | 繁體中文版             | 發售日期      |
| ---- | ---------------------- | -------------- | ---------------------- | ------------- |
| 1    | ISBN 4-8402-3506-6     | 2006年7月15日  | ISBN 978-986-174-619-7 | 2008年3月13日 |
| 2    | ISBN 978-4-8402-3789-5 | 2007年3月15日  | ISBN 978-986-174-776-7 | 2008年8月13日 |
| 3    | ISBN 978-4-8402-4128-1 | 2007年11月15日 | ISBN 978-986-237-068-1 | 2009年4月30日 |
| 4    | ISBN 978-4-0486-7150-7 | 2008年7月26日  | ISBN 978-986-237-279-1 | 2009年9月23日 |

## 外部連結
- 台灣角川的介紹頁 （页面存档备份，存于） （繁體中文）